# Zorzines angustipennis
Zorzines angustipennis är en fjärilsart som beskrevs av Inoue 1982. Zorzines angustipennis ingår i släktet Zorzines och familjen nattflyn. Inga underarter finns listade i Catalogue of Life.